# Metzingen
Metzingen Németországban található város.

## Fekvése
Metzingen az Erms-folyó völgyében fekszik Baden-Württemberg tartományban. A környéken szőlőtermesztéssel foglalkoznak, ezért a várost körülölelő dombokon szőlőtőkék állnak.

## Története
Metzingenet első alkalommal 1075-ben említik. 1089-ben Grüningen Grófság része lesz. 1317-ben Württemberg grófja elfoglalja a várost és a grófságához csatolja. 1562-ben felépítik a városházát.
A harmincéves háborúban elpusztítják a települést, és rövid idő múlva a pestis is pusztítani kezd. A lakosság 2/3-a meghal.
1700 körül megalakul az első textilüzem. A textilgyárat csak 1820 és 1824 között építik fel.
I. Vilmos württembergi király 1831-ben városi jogokat ad Metzingennek. A vasút építését 1859-ben fejezik be. 1938-ban Metzingen Reutlingen körzet része lesz.

## Polgármesterek
- 1804 – 1822: Christian Friedrich Kuhorst
- 1822 – 1837: Georg Friedrich Gußmann
- 1837 – 1864: Jakob Michael Beck
- 1864 – 1878: Christian Hess
- 1878 – 1910: Friedrich Caspar
- 1910 – 1934: Wilhelm Carl
- 1934 – 1937: Ernst Neuhaus
- 1938 – 1946: Otto Dipper
- 1946 – 1949: Gottlob Prechtl
- 1949 – 1955: Willi Schmid
- 1955 – 1961: Otto Dipper
- 1961 – 1983: Eduard Kahl
- 1983 – 1999: Gotthard Herzig
- 1999 – 2025: Dieter Hauswirth

## Személyiségek

### Díszpolgárok
- 1893: Karl Beck, pap
- ?: Christian Völter
- 1910: Friedrich Caspar, Stadtschultheiß
- 1934: Wilhelm Carl, polgármester
- 1955: Hermann Bräuchle, bőrgyáros
- 1955: Julius Wizemann, gyáros
- 1970: Otto Schmid, városi tanácsos
- 1973: Dr. Hans Speidel (1897-1984), tábornok
- 1976: Heinrich Schmid, Werkzeugmacher
- 1981: Pierre Dubois, Noyon polgármestere
- 1981: Joseph Duchemin, Vorsitzender des Partnerschaftskomitees
- 1983: Eduard Kahl, polgármester

### A város híres szülöttei
- Christian Friedrich Schönbein (1799–1868), az ózon felfedezője, a nitrocellulóz feltalálója
- Hans Speidel (1897–1984) tábornok
- Klaus Kinkel (1936–2019), FDP, politikus, egykori külügyminiszter
- Barbara Rosen († 1985), 1971 – 85 az Original Egerländer Musikanten énekesnője
- Wolfgang Laib (* 1950), képzőművész

## Lakosság
| Év                  | Lakosság (fő) |
| ------------------- | ------------- |
| 1383                | 150           |
| 1470                | 1230          |
| 1598                | 2.030         |
| 1661                | 1196          |
| 1763                | 2.214         |
| 1803                | 3.146         |
| 1849                | 4.371         |
| 1861                | 4.318         |
| 1871. december 1. ¹ | 4.706         |
| 1880. december 1. ¹ | 5.360         |
| 1900. december 1. ¹ | 5.460         |
| 1910. december 1. ¹ | 6.337         |
| 1925. június 16. ¹  | 6.587         |

| Év                     | Lakosság (fő) |
| ---------------------- | ------------- |
| 1933. június 16. ¹     | 7.041         |
| 1939. május 17. ¹      | 7.752         |
| 1950. szeptember 13. ¹ | 9.660         |
| 1961. június 6. ¹      | 11.819        |
| 1970. május 27. ¹      | 14.475        |
| 1975. december 31.     | 19.224        |
| 1980. december 31.     | 19.473        |
| 1987. május 27. ¹      | 19.468        |
| 1990. december 31.     | 20.754        |
| 1995. december 31.     | 21.447        |
| 2000. december 31.     | 21.679        |
| 2005. december 31.     | 21.983        |

¹ népszámlálás

## Múzeum
Metzingenben 1979-ben egy múzeumot hoztak létre a szőlőművelést bemutatva. Ehhez hasonlóan 2004-ben a gyümölcsművelést bemutató múzeumot létesítettek Glems városrészben.

## Oktatás
Metzingenben egy gimnázium (Dietrich-Bonhoeffer Gimnázium), egy reáliskola (Schönbein-Reáliskola), egy alapiskola (Sieben-Keltern Iskola) és 2 alap- és főiskola (Neugreuthschule és Uhlandschule) működik. A városban egy evangélikus szakiskola is működik.

## Média
Metzingen legnagyobb napilapja a Metzinger Uracher Volksblatt.

## Nevezetességei
- Testvértelepülési szobor Nagykállóval.

## Testvérvárosai
- Magyarország Nagykálló, (1996)
- Franciaország Noyon 1979
- Egyesült Királyság Hexham 1989